# 哈利·波特：巫师联盟
《哈利波特：巫師聯盟》（簡稱《巫師聯盟》）是華納兄弟遊戲舊金山工作室和Niantic開發、發行的免费擴增實境手機遊戲，屬於華納兄弟遊戲旗下的港口鑰遊戲品牌。游戏背景為J‧K‧羅琳筆下《哈利波特》系列的魔法世界，但羅琳沒有參與故事開發。
《巫師聯盟》從2017年開始開發，測試版於2019年4、5月分別於紐西蘭和澳大利亞推出，6月20日推出Android和iOS系統的正式版本遊戲。玩家扮演巫師，在遊戲中可以調配魔藥、施展咒語，或者運用魔法物品「港口鑰」來傳送。2022年1月31日，遊戲停止營運。

## 世界觀
在《哈利波特：巫師聯盟》中，魔法世界發生了「大災難」（英語：The Calamity），魔法物品大量流入了麻瓜世界，使魔法世界面臨暴露的危機。這些出現在麻瓜世界的魔法物品稱為「魔現」（英語：Foundables），「魔混」（英語：Confoundables）則為還原魔現時需要去除的障礙。玩家扮演魔法部保密法小組招募的巫師，任務為擊退「魔混」並將「魔現」歸還到魔法世界。

## 玩法
《哈利波特：巫師聯盟》的玩法與《Pokémon GO》相似：行動裝置的GPS偵測玩家的地理位置，遊戲中會出現相似的地圖，玩家可以在現實生活中與之互動。地圖上會漂浮徽章、旗幟、旅店、溫室、要塞等元素，其中徽章為「魔現」，點選後會出現AR相機畫面，玩家必須滑動螢幕施展咒語完成任務，才能將其收集到登錄冊當中。地圖上的旗幟則表示該地區有很多「魔現」。旅店和溫室分別提供咒語能量、魔藥原料，玩家每五分鐘可以收集一次。要塞則是提供魔法道具的戰鬥據點，一個要塞可以由最多五名玩家共同攻佔。

## 開發
2017年11月8日，Niantic正式宣布正在與華納兄弟遊戲聯合開發《哈利波特：巫師聯盟》，這款遊戲是公司旗下繼《Ingress》和受其啟發的《Pokémon GO》後的第三款擴增實境手機遊戲。隨後，Niantic的首席執行長約翰‧漢克在採訪表示遊戲預計於2018下半年推出，更多細節也將在2018年公開。事實上，2016年就有IGN高級開發人員公佈Niantic將開發哈利波特手機遊戲的傳言，但傳言的源頭被發現是假新聞。
2018年11月15日，Niantic發表了《巫師聯盟》的概念預告片，確定遊戲將於2019年推出。2019年5月，EE電信公司於倫敦推出5G服務前，約翰‧漢克宣布《巫師聯盟》將與EE合作，而且「最低三毫秒的延遲將帶來更順暢的遊戲體驗」，改善前一作的連線品質問題。6月19日，真人動作和CGI宣傳片上線，片尾釋出了實際遊玩畫面。
《巫師聯盟》首先在2019年4、5月於紐西蘭和澳大利亞推出測試版本，6月20日開放預先下載，並且在6月21日正式推出。2021年11月，官方部落格公佈12月6日起遊戲將從商店下架，並在隔年一月底關閉。2022年1月31日，《巫師聯盟》正式停止營運。

## 迴響
| 汇总媒体   | 得分        |
| ---------- | ----------- |
| Metacritic | iOS：64/100 |

| 媒体          | 得分   |
| ------------- | ------ |
| Destructoid   | 6/10   |
| Game Informer | 7/10   |
| IGN           | 6.7/10 |
| Jeuxvideo.com | 15/20  |

《哈利波特：巫師聯盟》發售首日超過40萬人次下載，產生了30萬美金以上收入，而在推出後的十五小時內，《巫師聯盟》便成為了美國App Store排名第一的應用程式，不過在Google Play排行第十四位。即使遊戲推出第一個月賺入了超過1,200萬美金，仍然遠低於《Pokémon GO》的紀錄。2021年5月，遊戲總收入為3,700萬美金，共有2,000萬下載次數。
根據Metacritic的15則iOS平台評論，《巫師聯盟》的評價為「褒貶不一」。即使《巫師聯盟》的豐富元素和沉浸感受到好評，但評論家認為《巫師聯盟》的故事不吸引人，必須學習很多知識才能入門，嚇跑了許多休閒玩家。此外與《Pokémon GO》相比，IP未真正與遊戲機制結合，因此難以複製《Pokémon GO》的熱潮。

《巫師聯盟》獲得了2020年威比奖的「人民之聲獎」，以及「最佳遊戲設計」和「家庭和兒童」獎提名。